# Barranco Ferrer
Barranco Ferrer es una localidad y pedanía española perteneciente al municipio de Rubite, en la provincia de Granada. Está situada en la parte centro-este de la comarca de la Costa Granadina. Cerca de esta localidad se encuentran los núcleos de Los Carlos, Rubite capital y Los Gálvez.

## Demografía
Según el Instituto Nacional de Estadística de España, en el año 2024 Barranco Ferrer contaba con 35 habitantes censados, lo que representa el 8,22% de la población total del municipio.

### Evolución de la población
| Gráfica de evolución demográfica de Barranco Ferrer entre 2014 y 2024 |
|                                                                       |
| Datos según el nomenclátor publicado por el INE.                      |

## Comunicaciones
Algunas distancias entre Barranco Ferrer y otras ciudades:
| Ciudades | Distancia (km) |
| -------- | -------------- |
| Rubite   | 14             |
| Motril   | 28             |
| Granada  | 87             |
| Almería  | 97             |
| Jaén     | 177            |
| Murcia   | 314            |